# 赵伯超
趙伯超（？—552年），南梁将领。趙革的儿子，侯景之乱时归降侯景。
普通八年（527年）在韋放麾下参与渦陽之战，击败北魏常山王元昭。後任譙州刺史。
太清二年（548年）八月、侯景之乱爆发。十一月，趙伯超在邵陵王蕭綸指揮下参与援救建康，驻守鍾山愛敬寺。進軍玄武湖北，被侯景軍击敗。
太清三年（549年）三月，建康陷落，趙伯超归降侯景。十二月，与宋子仙、劉神茂進攻会稽郡，将其攻下。
大宝元年（550年）十二月，張彪在会稽起兵，攻克上虞县、诸暨县、永兴县，趙伯超与田遷、謝答仁東征，讨伐張彪。
太始元年（551年）十一月，担任東道行台，驻守钱塘。
太始二年（552年）三月，侯景放弃建康逃走，王僧辩派遣侯瑱追击。侯景逃到晋陵郡，赵伯超据守钱塘，阻止侯景残兵前进。侯景行进到嘉兴，听到赵伯超背叛他的消息，就退回据守吴郡，在松江上船逃往海上，被部下殺害。赵伯超归降侯瑱。
赵伯超建康去见王僧辩。王僧辩问他：「卿荷国重恩，遂复同逆」，伯超回答：「当今祸福，恩在明公」。赵伯超后来在江陵獄中餓死。